# Jacaranda cowellii
Jacaranda cowellii là một loài thực vật có hoa trong họ Chùm ớt. Loài này được Britton & P.Wilson mô tả khoa học đầu tiên năm 1915.